# 4 Dywizja Piechoty (austro-węgierska)
4 Dywizja Piechoty (4. ID) – wielka jednostka piechoty cesarskiej i królewskiej Armii.
Dywizja wchodziła w skład 2 Korpusu. Komenda dywizji znajdowała się w Brnie (niem. Brünn).
W 1876 roku 1 Brygada w Brnie została przemianowana na 7 Brygadę Piechoty, 2 Brygada w Brnie na 8 Brygadę Piechoty, a Brygada Kawalerii w Brnie na 10 Brygadę Kawalerii.
Wzięła udział w bitwie pod Komarowem (26 sierpnia – 2 września 1914).

## Skład w dniu 26 sierpnia 1914
- 7 Brygada Piechoty (gen. mjr Wilhelm Pichler)
  - 81 pp (płk Eugen Lüttner von Kinnerstorff)
    - I batalion
    - II batalion
    - III batalion

  - 99 pp (płk Otto Herzmansky)
    - II batalion
    - III batalion
    - IV batalion
- 8 Brygada Piechoty (gen. mjr Adolf von Boog)
  - 8 pp (płk Robert Trimmel)
    - I batalion
    - II batalion
    - IV batalion

  - 49 pp (płk Eduard Hentke)
    - I batalion
    - II batalion
    - IV batalion

  - 3 pp (płk Heinrich von Testa)
    - IV batalion (mjr Rudel)
- 4 Brygada Artylerii Polowej (płk Hugo Machaczek)
- 5 Pułk Armat Polowych (płk Stephan Rukavina von Liebstadt)
  - I dywizjon (2 baterie)
  - II dywizjon (3 baterie)
- 2 Pułk Haubic Polowych (płk Joseph Reisinger)
  - I dywizjon (ppłk Seidl)
- 3 Pułk Artylerii Górskiej (płk Hugo Steinhardt)
  - 2 bateria
  - 3 bateria
  - 6 bateria

Jednostki dywizyjne
- 1, 2 szwadron 5 Pułku Ułanów Obrony Krajowej (ppłk Bischoff)
- 5 kompania II Batalionu Saperów (por. Krem)

## Skład w dniu 1 maja 1915
- 8 Brygada Piechoty (8. IBrig.): płk August Mietzl von Stende
- 4 Brygada Artylerii Polowej (4. FABrig.): płk Hugo Machaczek
- 1 Brygada Legionów Polskich (1. Brig. d. poln. Legion): brygadier Józef Piłsudski

## Skład w maju 1918
- 7 Brygada Piechoty
  - 9 pp
  - 99 pp
- 8 Brygada Piechoty
  - 8 pp
  - 49 pp
- IV Batalion Szturmowy
- 4 Brygada Artylerii Polowej
- 32 Brygada Artylerii Polowej
- 53 Brygada Artylerii Polowej
- 2 szwadron 15 Pułku Dragonów
- 1 kompania IV Batalionu Saperów

## Obsada personalna
Komendanci dywizji
- GM / FML Joseph Pelikan von Plauenwald (1874 – 1877)
- FML Ludwig Wiener (1897 – 1 VI 1898 → stan spoczynku[2])
- FML Karl Pflanzer-Baltin (1907 – 1911 → generalny inspektor korpuśnych szkół oficerskich)
- FML Rudolf Stöger-Steiner von Steinstätten (VIII 1914 – IV 1915[3] )
- GM Karl Bellmond von Adlerhorst (IV – VI 1915[3] )
- GM Eduard Jemrich von der Bresche (VI – VII 1915[3] )
- FML Ignaz Schmidt von Fussina (VII – IX 1915[3] )
- GM Hugo Reymann (X 1915 – VI 1916[3] )
- GM / FML Rudolf Pfeffer (VII 1916 – V 1918[3] )
- FML Adolf von Boog (VI – VII 1918[3] )
- FML Karl Haas (VIII – XI 1918[3] )

Komendanci 7 Brygady Piechoty (eks–1 Brygady) w Znojmie
- GM Joseph Krautwald von Annau (1874 –)
- GM Philipp Niklas (1895[4] – 1899 → FML, komendant 33 Dywizji Piechoty[5])

Komendanci 8 Brygady Piechoty (eks–2 Brygady) w Brnie
- płk / GM Ferdinand von Franz ( – 1876)
- GM Ludwig von Cornaro (1876[6] – )